# Eva Antalecová
Eva Antalecová (Prešov, 18 gennaio 1966) è un'ex cestista cecoslovacca, dal 1993 slovacca.

## Carriera
Con la Cecoslovacchia ha disputato i Campionati europei del 1991 e i Giochi olimpici di Barcellona 1992.